# Аку (народ)
Аку (самоназвание, от йорубского приветствия «е ку»), также крио-аку, креолы-аку — креольский народ, проживающий на территории Гамбии, в городах Банджул и Джорджтаун. По данным на конец 1990-х годов составляла 20 тыс. человек. Говорят на одноимённом диалекте языка крио.

## История
Этническая общность сформировалась в течение XIX в. в результате консолидации разноэтничных африканцев (прежде всего йоруба и др. выходцев из Нигерии), освобожденных из рабства и поселенных англичанами на территории британской колонии Гамбия. В настоящее время ассимилируется аборигенными народами Гамбии. В конце XIX — середине XX веков занимали доминирующее положение в политической системе и экономике колониальной Гамбии.

## Традиционная культура
Отличаются высоким уровнем образования, ведут исключительно вестернизированный образ жизни. Основу социальной структуры составляют моногамные малые семьи. Духовная культура представляет собой синтез европейских и африканских компонентов, что нашло своё отражение в фольклоре аку, особенно в музыкальном .
Многие аку — преуспевающие бизнесмены и торговцы, а также крупные чиновники гос. аппарата страны.
Одежда и материальная культура европейские.
Живут в домах креольского типа из кирпича или бетона с черепичной крышей, иногда двухэтажных.
Пища в основном растительная: фуфу из корнеплодов, овощные супы, каши из клубней манноки или рисовой и кукурузной муки.
Практикуется полигиния, счет родства патрилинейный. Сохраняют некоторые элементы традиционных верований йоруба: ежегодный ритуал поминовения семейных предков аввуджо, тайные общества Огугу (Гунугу), Гемде (Отта), Одже (Эгунгун) и др., вера в магию и ведовства.

### Свадебная церемония
Свадебная церемония проводится в основном на арабском языке, совершенно непонятном для большинства молодых аку. На заключительном этапе свадебной церемонии, жена уже подчинена мужу, и муж, вступая в йоруба, получает имама .